# Кампо дела Фјера (Терни)
Кампо дела Фјера је насеље у Италији у округу Терни, региону Умбрија.
Према процени из 2011. у насељу је живело 66 становника. Насеље се налази на надморској висини од 92 м.